# ジェイコブを守るため
『ジェイコブを守るため』（原題: Defending Jacob）は、2020年に放送されたアメリカ合衆国のテレビドラマシリーズ。息子が殺人容疑をかけられた検事の姿を描く。ウィリアム・ランデイの同名小説を原作にマーク・ボンバックが製作、クリス・エヴァンス、ミシェル・ドッカリー、ジェイデン・マーテルらが出演した。全8話のミニシリーズで、2020年4月から5月にかけてApple TV+オリジナル作品として全世界に配信された。

## あらすじ
マサチューセッツの地区検事補アンディ・バーバー（クリス・エヴァンス）。彼の14歳の一人息子ジェイコブ（ジェイデン・マーテル）が同級生の殺人容疑で逮捕されてしまう。息子の無罪を信じるアンディだったが、過去が明らかになるうちに家族の生活は一変していく。

## キャスト

### メイン
※括弧内は日本語吹き替え
アンディ・バーバー
演 - クリス・エヴァンス（加瀬康之）
地区検事補。ジェイコブの父。
ローリー・バーバー
演 - ミシェル・ドッカリー（甲斐田裕子）
アンディの妻でジェイコブの母。
ジェイコブ・バーバー
演 - ジェイデン・マーテル（岩中睦樹）
アンディとローリーの息子。殺人容疑で逮捕される。
ジョアンナ・クライン
演 - チェリー・ジョーンズ（萩尾みどり）
ニール・ロジディス
演 - パブロ・シュレイバー（初村健矢）
パム・ダフィ
演 - ベッティ・ガブリエル
リン・カナヴァン
演 - サキナ・ジャフリー

### リカーリング
ビリー・バーバー
演 - J・K・シモンズ（立川三貴）
デレク・ヨー
演 - ベン・テイラー
ダン・リフキン
演 - パトリック・フィッシュラー
ヴォーゲル医師
演 - プールナ・ジャガナサン
ビリー・バーバー（若い頃）
演 - クリス・バックナー
マリアンヌ・バーバー（若い頃）
演 - リジー・ショート
アンディ・バーバー（若い頃）
演 - エヴァン・リッサー
Father O’Leary
演 - ウィリアム・キシファラス

## エピソード
| 通算 話数 | タイトル                                | 監督                   | 脚本               | 公開日        |
| --------- | --------------------------------------- | ---------------------- | ------------------ | ------------- |
| 1         | "少年の死" "Pilot"                      | モルテン・ティルドゥム | マーク・ボンバック | 2020年4月24日 |
| 2         | "何もかも順調" "Everything Is Cool"     | モルテン・ティルドゥム | マーク・ボンバック | 2020年4月24日 |
| 3         | "ポーカーフェイス" "Poker Faces"        | モルテン・ティルドゥム | マーク・ボンバック | 2020年4月24日 |
| 4         | "ダメージコントロール" "Damage Control" | モルテン・ティルドゥム | マーク・ボンバック | 2020年4月30日 |
| 5         | "面会" "Visitors"                       | モルテン・ティルドゥム | マーク・ボンバック | 2020年5月8日  |
| 6         | "希望的観測" "Wishful Thinking"         | モルテン・ティルドゥム | マーク・ボンバック | 2020年5月15日 |
| 7         | "JOB" "Job"                             | モルテン・ティルドゥム | マーク・ボンバック | 2020年5月22日 |
| 8         | "その後" "After"                        | モルテン・ティルドゥム | マーク・ボンバック | 2020年5月29日 |

## 製作
2018年9月20日、Appleはウィリアム・ランデイの2012年の小説『Defending Jacob』のミニシリーズ化を発表した。シリーズオーダーの発表と同時に、クリス・エヴァンスがシリーズの主役にキャスティングされることが明かされている。撮影は2019年4月から舞台となるマサチューセッツ州ニュートンで開始した。

## 評価

### 批評
本作は批評家から肯定的な評価を受けている。映画批評集積サイトのRotten Tomatoesには56件のレビューがあり、批評家支持率は71%、平均点は10点満点で6.58点となっている。また、Metacriticには23件のレビューがあり、加重平均値は61/100となっている。